# Ignacio Ellacuría
Ignacio Ellacuría, nasceu no dia 9 de novembro de 1930, em Portugalete, na Província de Vizcaya, Espanha. Em 1947, ingressou na Companhia de Jesus e em 1949 foi transferido para El Salvador, onde após obter o doutorado atuaria, com algumas interrupções, até a sua morte em 1989. Em 1967, passou a atuar na Universidade Centro Americana (UCA) "José Simeón Cañas", sendo reitor dessa instituição a partir de 1979. Desenvolveu uma importante contribuição para a Filosofia da Libertação latino-americana. Ellacuría sustentava que o conflito armado em El Salvador era o resultado de uma injustiça estrutural vivida pelo povo salvadorenho, e o único modo de terminar com a guerra era eliminar as situações de injustiça .
Era o quarto de em uma família de cinco filhos. Depois de concluir o ensino primário na cidade natal, continuou os estudos no Colégio dos Jesuítas de Tudela. Em 1949, foi enviado para o noviciado da Companhia de Jesus em Santa Tecla, El Salvador.
Em Quito (Equador), completou seus estudos de Ciências Humanas e estudou Filosofia.
Em meados da década de 1950 retornou para El Salvador onde escreveu alguns artigos sobre José Ortega y Gasset, filosofia grega, Tomás de Aquino e Henri Bergson.
Na Áustria, cursou Teologia e foi influenciado pelos ensinamentos do também jesuíta Karl Rahner.
Em 1961, foi ordenado sacerdote em Innsbruck (Aústria) e fez os últimos votos como jesuíta em 1962, em Portugalete, onde nasceu. Nesta época, também iniciou o doutorado, concluído em 1965, Universidade Complutense de Madri, sob a direção de Xavier Zubiri, onde escreveu uma tese sobre "A principialidade da essência".
Em 1967, voltou a El Salvador para atuar como professor na Universidade Centro-Americana (UCA). Nos primeiros anos da década de 1970, foi responsável pela formação dos jovens jesuítas da Província da América Central. Neste período, também foi nomeado Diretor do Departamento de Filosofia da UCA e, posteriormente, em 1973, publicou o livro "Teologia Política", editado também em inglês, em Nova Iorque, sob o título "Freedom Made Flesh: The Mission of Christ and His Church". No ano seguinte, fundou o Centro de Reflexão Teológico Monsenhor Romero da UCA e, em 1979, tornou-se reitor da UCA. Como reitor procurou orientar o ensino a serviço das maiorias populares. Também foi fundador da "Revista Latinoamericana de Teología", juntamente com Jon Sobrino, e colaborador muito próximo do arcebispo Oscar Arnulfo Romero.
Sua elaboração em teologia inclui obras como: "Teología política" (1973); "Conversión de la Iglesia al reino de Dios. Para anunciarlo y realizarlo en la historia" (1984) e "Mysterium liberationis. Conceptos fundamenales de la teología de la liberación" (1990), na qual atuou como coordenador juntamente com Ion Sobrino.
Ellacuría era diretor da revista "Estudios Centroamericanos" (ECA), quando, em 1976, publicou o editorial intitulado "A sus órdenes, mi capital", que resultou na retirada do apoio do governo salvadorenho à UCA e gerou a violência paramilitar contra a Universidade, como consequência, Ellacuría teve que buscar refúgio na Espanha, entre 1977 e 1978. A partir de 1979, teve início uma longa guerra civil em El Salvador, que durou doze anos. Os jesuítas começaram a receber ameaças de morte e, em 24 de março de 1980, o arcebispo de San Salvador, Oscar Romero foi assassinado durante a celebração da Eucaristia. Neste mesmo ano, Ellacuría retornou ao exílio.
Em 1987, participou na Espanha, da primeira reunião das religiões abraâmicas, na ocasião, expressou publicamente a necessidade de encontrar um terreno comum para superar os conflitos em El Salvador. Defendeu assim, a contribuição da Teologia da Libertação nas religiões abraâmicas para superar o individualismo e o positivismo.  
Ellacuría retornou a El Salvador em 13 de novembro de 1989 para tentar mediar a paz, mas três dias depois foi assassinado por um pelotão do Batalhão Atlacatl das Forças Armadas de El Salvador, na residência da Universidade UCA, junto com outros cinco jesuítas: Ignacio Martín-Baró, Segundo Montes, Amando López, Juan Ramón Moreno e Joaquin López y López. Também foram assassinadas: Elba Julia Ramos, funcionária da residência, e sua filha, Celina, de 15 anos.

## Contribuições como filosofo
Seu pensamento filosófico tem dois momentos:
1. a superação da "filosofia idealista"; e
2. a defesa da filosofia da libertação, que serve como fundamento para uma ética libertadora e ilumina a práxis política.

A principal contribuição de Ellacuría no plano teórico é a proposta de uma filosofia e de uma teologia "posidealista", que teriam como método a historização dos conceitos e como princípio inspirador a práxis histórica. A premissa dessa proposta é a crença de que a historicidade forma parte da estrutura do conhecimento filosófico e teológico.

## Teólogo da Libertação
Ellacuría tinha especial preocupação com a eclesiologia em torno dos seguintes eixos fundamentais:
1. o Reino de Deus;
2. o povo de Deus como povo crucificado;
3. a dimensão histórica da salvação.

Ellacuría era contrário às tendências espiritualistas que negariam a dimensão encarnatória do cristianismo e o reduziria a um projeto puramente metahistórico, e, portanto, era um defensores da opção preferencial pelos pobres, que teria como alicerce as Bem-aventuranças.
Ellacuría sustentava que a Igreja deveria institucionalizar-se, pois a salvação deveria corporalizar-se historicamente. Por outro lado, chamava atenção para o risco do institucionalismo absolutizar-se e superar a Deus e à busca por seu Reino. Outro risco seria o de a Igreja ficar centrada sobre si mesma termina e converter-se em um ídolo e sacralizar-se. Portanto, ressalva que a institucionalização excessiva, acabaria negando o espírito e a liberdade dentro da Igreja.
Ellacuría era um opositor do secularismo e da mundanização, que seriam adaptações às estruturas opressoras do mundo.

### Valorização do Jesus Histórico
Ellacuría foi um crítico daqueles que procuraram apresentar um Jesus dissociado de sua densidade real e de seu sentido salvífico e priorizam temas como a sua constituição metafísica. Nesse contexto, Ellacuría observa que Paulo de Tarso, a quem é atribuída a redação de boa parte do Novo Testamento, não conviveu com Jesus, e, portanto se relacionava com um "Cristo da fé", deixando em segundo plano sua conduta histórica, e defende maior atenção a atuação de Jesus enquanto homem situado na história de seu tempo (Jesus Histórico).
Ellacuría deu especial atenção ao caráter histórico da morte de Jesus, por meio de um artigo denominado "Por qué muere Jesús y por qué lo matan". Ellacuría sustentava que mataram Jesus em decorrência de suas ações que confrontaram a ordem política e religiosa estabelecida. Nessa perspectiva, sua morte seria a consequência de seu anúncio do Reino como oferta de salvação dos pobres e oprimidos, e também porque Jesus foi inimigo dos poderosos e de uma estrutura social injusta. Portanto, não haveria um sentido expiatório na morte de Jesus.
Ellacuría, em sintonia com Jürgen Moltmann e Jon Sobrino, faz uma ligação entre Jesus crucificado e os povos crucificados, aqueles que sofrem em sua própria carne a injustiça estrutural. Nesse contexto, sua perspectiva soteriológica entende a salvação como salvação na história de cada ser humano da humanidade oprimida. Trata-se de uma perspectiva que estabelece ligações entre a paixão de Jesus e o povo crucificado e entre o povo crucificado e a morte de Cristo.
Ellacuría criticava três perspectivas da paixão de Jesus que reduziriam seu caráter histórico e o compromisso histórico de Jesus:
1. a visão ascética e moralista, que desembocaria em um masoquismo expiatório espiritualista;
2. a visão que considera a Crucificação de Jesus como um fato pontual;
3. a visão que se esquece das raízes históricas da Ressurreição de Jesus e, portanto, desvinculam o Ressuscitado do Crucificado e, desse modo, tem uma fé na ressurreição que desconsidera a crucificação[3].

## Obras
- "La principialidad de la esencia en Xavier Zubiri", 3 vols, tese de doutirado, Universidade Complutense (Madri, 1965);
- "Teología política" (San Salvador, 1973);
- "Carácter político de la misión de Jesús", (MIEC-JECI 13-14, Lima, 1974);
- "Conversión de la Iglesia al reino de Dios. Para anunciarlo y realizarlo en la historia" (Santander, 1984);
- "El problema del sujeto de la historia (esquemas de clase)" (San Salvador, 1987);
- "Mysterium liberationis. Conceptos fundamentales de la teología de la liberación", 2 vols. (editor em conjunto com J. Sobrino) (Madrid, 1990);
- "V Centenario América Latina: ¿descubrimiento o encubrimiento?" (Barcelona, 1990);
- "Ellacuría, teólogo mártir por la liberación del pueblo. Selección de textos de Ellacuría, I., con prólogo de Tamayo, J.J." (Madrid, 1990);
- "Filosofía de la realidad histórica", (Madrid, 1991);
- "Veinte años de historia en El Salvador (1969-1989). Escritos políticos",  vols. (San Salvador, 1991);
- "Para una filosofía desde América Latina" (compilador con Scannone, J. C.) (Bogotá, 1992);
- "El compromiso político de la filosofía en América Latina" (Bogotá, 1994);
- "Escritos filosóficos", 4 vols., "Escritos teológicos", vols.,  "Escritos universitarios" (San Salvador, 1999);
- "Fe y justicia, estudio introductorio de Sobrino, J." (Bilbao, 1999)[3].